# Mamulique
El mamulique o carrizo de mamulique és una llengua extinta de les llengües comecrudo de Mèxic.
Va ser registrat en un vocabulari de vint-i-dues paraules a partir dels indis natius prop de Mamulique, Nuevo León, per Jean-Louis Berlandier en 1828 (Berlandier et al. 1828–1829, 1850: 68–71). Aquests parlants eren un grup d'unes quaranta-cinc famílies, totes elles cristianes hispanoparlants.